# 街並みの美学
『街並みの美学』（まちなみのびがく）は、建築家・芦原義信の著書。1979年2月、岩波書店刊。

## 概要
戦後日本の都市・街に関する書籍で最もポピュラーなものの一つである。
この書籍では「地と図」「内部と外部」といったことから丁寧に解説されている。パリ、ブラジリアなどの街を紹介し，街並みや建築空間について述べている。
芦原はこの書籍で第33回毎日出版文化賞（人文・社会部門）を受賞した。なお1990年3月9日に同時代ライブラリーの1冊として再発行され、2001年4月16日には岩波現代文庫の1冊として再発行されている。
岩波現代文庫版では扉から目次までをi頁からv頁としており、本文は第1部の中扉を1頁とし301頁まで存在する。以上は縦書きであるが、巻末に横書きで参考文献が13頁まで掲載されており、扉及び目次と本文（各部の中扉を含む）の間に挿入された1頁そして本文（各部の中扉を含む）と参考文献の間に挿入された2頁を合計し計322頁からなる。